# Mikael Samuelson
Mikael Gustaf Lennart Samuelson, född 9 mars 1951 i Njutånger, är en svensk sångare (baryton), skådespelare och kompositör. Han är son till Bror Samuelson.

## Biografi
Mikael Samuelson har sin huvudsakliga utbildning i sång, dirigering och violin från Musikhögskolan i Stockholm. Som operasångare framträdde han under 1970-talet på Norrlandsoperan, på 1980-talet på Kungliga operan i Stockholm och Drottningholmsteatern, i bland annat Trollflöjten och Barberaren i Sevilla.
Samuelson fick sitt stora genombrott när han spelade titelrollen i  Fantomen på Operan på Oscarsteatern, under den rekordlånga spelperioden 1989–95. Efter Fantomen på Operan har han spelat i fler musikaler:
Huvudrollen i Cyrano, på Oscarsteatern, Stockholm (motspelare bland andra Reuben Sallmander och Jeanette Köhn), Tevje i Spelman på taket på Malmö Musikteater (mot bland andra Ola Salo), konferencieren i Cabaret på Malmö Nöjesteater, Emile de Beque i South Pacific i Båghallarna, Malmö och huvudrollen/rollerna i Jekyll & Hyde – the musical på Chinateatern i Stockholm (mot bland andra Myrra Malmberg och Sarah Dawn Finer). På Säffleoperan spelade han huvudrollen i Zorba under hösten 2009.
Samuelson har även turnerat med Riksteatern 2000 i Lars Forssell – showtime med Lill-Babs Svensson och Evabritt Strandberg. 2007 spelade han fjärdingsman Rapp i Vilhelm Mobergs Marknadsafton (omarbetad med musikaliska inslag); motspelare var Peter Harryson, Cecilia Nilsson och Lena-Pia Bernhardsson. I Hans Alfredsons melodramatiska pjäs Lille Ronny som gavs på Maximteatern hade Samuelson två roller. Han har även spelat Lustigs-Per/Ko-Pelle i Skinnarspelet i Malung två säsonger. 2004 spelade han titelrollen i Den helige gycklaren Sankt Franciskus, regisserad av Jan de Laval.
Samuelson är även verksam som romans- och vissångare. Särskilt uppskattad har han blivit för sina tolkningar av Birger Sjöbergs visor.  Han har också sjungit Evert Taube, Carl Michael Bellman och Allan Pettersson samt medverkat på inspelningar av opera och klassisk sång. Som kompositör har han bland annat tonsatt dikter av den bohuslänske diktaren Svante Söder. Tolv av dessa kom ut i april 2006 på en skiva med titeln Till den okända. 
I början av 1990-talet spelade han redarsonen och kaptenen Rolf Dahlén i TV-serien Rederiet. Han dubbade den svenska rösten till antagonisten Jafar i Disney-filmen Aladdin från 1992. 
Hösten 2013 hade Mikael Samuelson huvudrollen i Göteborgsoperans uppsättning av musikalen La Cage Aux Folles.

## Priser och utmärkelser
- 1989 – Svenska Dagbladets operapris
- 1990/91 – Operapriset av Tidskriften OPERA
- 1990 – Guldmasken, "Bästa manliga skådespelare" för rollen i The Phantom of the Opera[1]
- 1990 – Stockholms stads Bellmanpris[2]
- 1991 – Birger Sjöberg-priset
- 1993 – Fred Åkerström-stipendiet (tillsammans med Mats Bergström)
- 1994 – Guldmasken, "Privatteaterchefernas pris" för The Phantom of the Opera
- 1998 – Ledamot nr 923 av Kungliga Musikaliska Akademien
- 2000 – Guldmasken, "Bästa manliga biroll" i Cabaret
- 2006 – Tanums kommuns kulturpris
- 2008 – Guldmasken, "Bästa manliga musikalartist" i Jekyll & Hyde – the musical
- 2009 – SKAP:s stipendiefond till Evert Taubes minne
- Litteris et Artibus, 28 januari 2025[3]
- okänt år – Årets Birgit

## Filmografi
- 1981 – Le Nozze di Figaro (TV)
- 1986 – Kärleken är allt
- 1987 – Spårvagn till havet
- 1987 – Res aldrig på enkel biljett
- 1989 – Die Zauberflöte (TV)
- 1990 – Kronbruden (TV)
- 1993 – Swat Kats (TV-serie) –
- 1992 – Aladdin (röst)
- 1992–1993 – Rederiet (TV-serie)
- 2006 – Min frus förste älskare
- 2006 – En liten tiger

## Teater

### Roller (ej komplett)
| År   | Roll               | Produktion                                                                 | Regi           | Teater        |
| ---- | ------------------ | -------------------------------------------------------------------------- | -------------- | ------------- |
| 1989 | Fantomen           | Phantom of the Opera Andrew Lloyd Webber, Charles Hart och Richard Stilgoe | Harold Prince  | Oscarsteatern |
| 1995 | Cyrano de Bergerac | Cyrano Sebastian, Pierre Westerdahl och Fleming Enevold                    | Åsa Melldahl   | Oscarsteatern |
| 2002 | Mange              | Lille Ronny Hans Alfredson                                                 | Hans Alfredson | Maximteatern  |
| 2005 | Emile de Becque    | South Pacific Richard Rodgers och Oscar Hammerstein                        | Åsa Melldahl   | Malmö Opera   |
| 2006 | Medverkande        | Oscars 100-årsjubileum                                                     | Hans Marklund  | Oscarsteatern |

## Diskografi
- 1985 – Aniara inspelning av operan Aniara[7]
- 1987 – Sånger och visor av Adolf Fredrik Lindblad
- 1988 – Birger Sjöberg: Ängslans gröna jord
- 1988 – Carl Michael Bellman
- 1990 – The Phantom of the Opera: Svenska originalinspelningen
- 1990 – Mikael Samuelson sjunger Fredmans epistlar
- 1992 – Birger Sjöberg: Fridas Bok
- 1994 – Odæ Sveticæ: Tolv svenska oden
- 1994 – Personligt samtal: Mikael Samuelson sjunger Evert Taube
- 1995 – Mikael Samuelson sjunger musikaler
- 1996 – Cyrano
- 1996 – Midvinter
- 1998 – Barfota (sånger av Allan Pettersson)
- 2001 – Bokslut
- 2006 – Till den okända
- 2008 – Jekyll & Hyde – the musical på Chinateatern
- 2009 – Fredman
- 2009 – Movitz
- 2009 – Taube i Ligurien